# Ostrów Wielkopolski (gmina)
Ostrów Wielkopolski est une gmina rurale du powiat de Ostrów Wielkopolski, Grande-Pologne, dans le centre-ouest de la Pologne. Son siège est la ville d'Ostrów Wielkopolski, bien qu'elle ne fasse pas partie du territoire de la gmina.
La gmina couvre une superficie de 207 km2 pour une population de 17 969 habitants.

## Géographie
| - Plan de la gmina. |

La gmina inclut les villages de Baby, Będzieszyn, Biłgoraje, Biniew, Borowiec, Cegły, Chruszczyny, Czekanów, Daniszyn, Fabryka, Franklinów, Górzenko, Górzno, Gorzyce Wielkie, Gutów, Kąkolewo, Karski, Kołątajew, Kwiatków, Łąkociny, Lamki, Lewków, Lewkowiec, Mazury, Młynów, Nowe Kamienice, Onęber, Radziwiłłów, Sadowie, Słaborowice, Smardowskie Olendry, Sobczyn, Sobótka, Stary Staw, Świeligów, Szczury, Topola Mała, Trąba, Warszty, Wtórek, Wysocko Wielkie, Zacharzew et Zalesie.
La gmina borde les gminy de Gołuchów, Krotoszyn, Nowe Skalmierzyce, Odolanów, Pleszew, Przygodzice, Raszków et Sieroszewice.